# Carmel (Nowy Jork)
Carmel – miasto w Stanach Zjednoczonych, w stanie Nowy Jork, w hrabstwie Putnam.